# デイジー・ジョーンズ・アンド・ザ・シックスがマジで最高だった頃
『デイジー・ジョーンズ・アンド・ザ・シックスがマジで最高だった頃』（デイジー・ジョーンズ・アンド・ザ・シックスがマジでさいこうだったころ、原題：Daisy Jones & the Six）は、テイラー・ジェンキンス・リードによる2019年の同名小説を基に、スコット・ノイスタッターとマイケル・H・ウェバーが企画したアメリカのミュージカルドラマのストリーミングテレビ。
1970年代のロサンゼルスのミュージックシーンを舞台に架空のロックバンドの興亡をドキュメンタリースタイルのメンバーへのインタビュー映像やコンサート映像、レコーディングセッションなどをシリーズの主役であるライリー・キーオ（デイジー役）およびサム・クラフリン（ザ・シックス創設者のビリー役）のボーカルでまとめている。
『デイジー・ジョーンズ・アンド・ザ・シックス』は2023年3月3日にAmazon Prime Videoで配信開始された。合計10話が、毎週2話ないし3話ずつリリースされた。

## 設定
『デイジー・ジョーンズ・アンド・ザ・シックス』は「1970年代のロックバンドがLAのミュージックシーンで台頭して世界で最も有名なバンドの1つになるまで」を辿るとともに、「成功の絶頂期に分裂した理由」を探っている。
Amazon Prime Videoのシリーズは、テイラー・ジェンキンス・リードによる同名小説を基にしているが、著者は成長過程での自分の経験と、テレビでフリートウッド・マックの演奏を見たことに影響を受けたと述べている。

## 登場人物と配役

### メイン
- デイジー・ジョーンズ、リードシンガー兼ソングライター
  - 演：ライリー・キーオ（坂本真綾）
- ビリー・ダン、リードシンガー兼ソングライター
  - 演：サム・クラフリン（前野智昭）
- カミラ・アルバレス、ビリーの妻でバンドのフォトグラファー[11]
  - 演：カミラ・モローネ（沢城みゆき）
- カレン・サーコ、キーボード奏者
  - 演：スキ・ウォーターハウス（弘松芹香）
- グレアム・ダン、リードギター
  - 演：ウィル・ハリソン（沢城千春）
- エディ・ラウンドツリー、ベーシスト
  - 演：ジョシュ・ホワイトハウス（英語版）（大泊貴揮）
- ウォーレン・ロハス、ドラム奏者[12]
  - 演：セバスチャン・チャコン（バトリ勝悟）
- シモーン・ジャクソン、デイジーの以前のルームメイトで将来のディスコシンガー
  - 演：ナビヤ・ビー（英語版）[13]
- テディ・プライス、プロデューサー
  - 演：トム・ライト（関口雄吾）
- ロッド・レイス、ツアーマネージャー
  - 演：ティモシー・オリファント

### リカーリング
- ジュリア・ダン、インタビュワーで、ビリーとカミラの娘
  - 演：セイチェル・ガブリエル
  - 演：ナヤ・コデー（幼少期）[14]
- ルシア、カミラの母
  - 演：ジャクリーン・オブラドース（英語版）
- ドン・ミドルトン、レコードプロデューサー
  - 演：ロス・パートリッジ（英語版）
- バーニー、ディスクジョッキーでシモーンの恋人
  - 演：アイシャ・ハリス（英語版）[15]
- ニッキー、デイジーの夫
  - 演：ギャヴィン・ドレア

### ゲスト
- チャック・ラヴィング、ダン・ブラザーズの最初のベーシスト
  - 演：ジャック・ロマノ
- ジョナ・バーグ、ローリングストーン誌のリポーター
  - ニック・ルポ
- ジーン、デイジーの母
  - 演：ニコル・ラリベルテ（英語版）（木村香央里）
- リー・パーリン
  - 演：クリス・ディアマントポロス
- キャロライン
  - 演：オリヴィア・ローズ・キーガン（英語版）
  - 演：ニック・プポ
- リサ・クラウン、後にウォーレンの妻となる女優
  - 演：リリー・ドナヒュー

## エピソード
| 通算 話数 | タイトル                                                                            | 監督                   | Teleplay by                                     | 公開日        |
| --- | ----------------------------------------------------------------------------------- | ---------------------- | ----------------------------------------------- | ------------- |
| 1 | "トラック１ 来て 手に入れろ" "Track 1: Come and Get It"                             | ジェームズ・ポンソルト | スコット・ノイスタッター、マイケル・H・ウェバー | 2023年3月3日  |
| 人気ロックバンドのデイジー・ジョーンズ・アンド・ザ・シックスが1977年に解散した20年後、メンバーがバンドの歴史を振り返るドキュメンタリー作品に参加することになった。1968年、裕福ではあるが両親に無視されていたデイジー・ジョーンズは、サンセット・ストリップのミュージッククラブやパーティーで10代の頃を過ごす。やがて彼女は自分の曲を作り始める。一方、ピッツバーグのヘイゼルウッド地区では、ビリーとグラハムのダン兄弟が、友人のエディ・ラウンドツリー、ウォーレン・ロハス、チャック・ラビングらと「ダン・ブラザーズ」というバンドを結成する。彼らは地元で成功を収めるが、チャックはやがて大学進学のためバンドを抜けてしまう。ツアー・マネージャーのロッド・レイズは、ビリーにバンドをロサンゼルスに移すようアドバイスする。ビリーのガールフレンド、カミラ・アルバレスも一緒にロサンゼルスに移る。デイジーは、自分のことを自分のミューズにするつもりだった脚本家と別れる。ナイトクラブで自作の曲を歌い、音楽の道を志すことを決意する。 |                                                                                     |                        |                                                 |               |
| 2 | "トラック２ そこへ あなたを連れていく" "Track 2: I'll Take You There"               | ジェームズ・ポンソルト | ジェニー・クライン                              | 2023年3月3日  |
| ロサンゼルスで、ダン・ブラザーズはローレル・キャニオンに家を借り、キーボード奏者のカレン・サーコがバンドに加わる。9カ月かけて聴衆を増やしていくが、レコード契約の獲得には苦労する。バンドは「ザ・シックス」と改名する。デイジーはディスコシンガー志望のシモーン・ジャクソンと同居し、ウェイトレスの仕事をするようになる。クラブで演奏していたデイジーは、音楽プロデューサー、テディ・プライスの目に留まるが、キャリアを「作ってやる」という彼の申し出を拒否する。偶然の出会いから、ザ・シックスはテディのもとでオーディションを受け、彼は彼らと契約する。バンドはデビューアルバムを録音し、ツアーに出る直前、カミラはビリーに妊娠を告げ、2人はその夜結婚する。ツアー中、ビリーはドラッグとアルコールにおぼれ、グルーピーと浮気する。カミラは心を痛めるが、子供を養うためにビリーがそばにいるように求める。カミラが出産すると、ビリーは病院で生まれたばかりの娘に会う気になれず、テディに連れられてリハビリ施設に行く。デイジーは初めて歌を録音し、プレゼントとしてテディの家の玄関に置く。 |                                                                                     |                        |                                                 |               |
| 3 | "トラック３ 誰かが今夜 私を救った" "Track 3: Someone Saved My Life Tonight"         | ジェームズ・ポンソルト | ノラ・カークパトリック、ウィル・グレアム        | 2023年3月3日  |
| リハビリ施設から退院し酒を断ち切ったビリーは、幼い娘ジュリアの良き父親になるため、バンドを辞めることを決意する。しかし、すぐにザ・シックスに戻ることになるる。テディはデイジーの指導を始めるが、彼女は要求された曲を書くのに苦労する。ビリーは「Look at Us Now (Honeycomb)」という新曲を書き、レコード会社に却下されたのにもかかわらず、テディはその曲に可能性を見出す。彼はデイジーをスタジオに連れてきて、曲を書き直し、デュエット曲にする。ビリーは最初は激怒するが、やがて譲歩し、レコーディングはとてもうまくいく。一方、シモーンはレコードプロデューサーの男性からセクハラを受けていたが、ニューヨーク市出身のバーニーという女性と縁ができ、元気が出てくる。グレアムはカレンに恋心を抱くが、彼女は仕事と真剣な恋愛を混同することに抵抗があった。 |                                                                                     |                        |                                                 |               |
| 4 | "トラック４ 私は光を見た" "Track 4: I Saw The Light"                                | ジェームズ・ポンソルト | ステイシー・トローブ                            | 2023年3月10日 |
| 「Look at Us Now (Honeycomb)」大ヒットする。バンドとデイジーはハワイの音楽祭に招待され、ビリーは悔しがる。3曲目以降に彼女を紹介し、デュエットを披露しようと考えていたにもかかわらず、彼女は早々にステージに上がり、観客から賞賛を浴びる。危機感を覚えたビリーは、デイジーが一時的に共演している相手であることをマスコミに伝える。シモーンは、彼女に嫌がらせをしたレコードプロデューサーが、彼女のボーカルトラックを奪って別の演奏者に口パクさせたことを知る。デイジーは、シモーンに音楽キャリアを追求しつつ、バーニーと一緒になるためにニューヨークへ引っ越すよう説得する。デイジーは孤独を感じ、幼い頃の家に侵入し、逮捕され、カレンに保釈される。デイジーが正式にシックスに参加する話が持ち上がるが、ビリーはその考えに抗議する。カミラはデイジーをパーティーに誘い、停電の中、デイジーはザ・シックスに加わってゲストと一緒にミュージカル曲を楽しむ。停電が復旧する直前、グラハムはカレンにキスをするが、カレンは彼の誘いをやんわりと拒絶する。カミーラは、ビリーがデイジーこそがシックスがスーパースターになるために本当に必要なものであることを認識するの助ける。                                               |                                                                                     |                        |                                                 |               |
| 5 | "トラック５ ファイアー" "Track 5: Fire"                                             | ジェームズ・ポンソルト | スコット・ノイスタッター                        | 2023年3月10日 |
| デイジーは正式にザ・シックスのメンバーとなり、バンドは次のアルバムのレコーディングのためにスタジオに入る。テディはビリーとデイジーに一緒に曲を書くように指示する。最初は衝突していた2人だが、2人とも困難な幼少期を過ごしたことが明らかになり、絆が生まれる。デイジーは、両親が引っ越したことを黙っていたため、幼少期に住んでいた家に侵入して逮捕されたことを明かす。ビリーは、自分の父親が家族を捨てたダメ男だったと告白する。さらに2人は、お互いがより良いソングライターになることに気づくが、ビリーはデイジーの薬物使用に懸念を抱く。グレアムが他の女性を追いかける中、カレンは嫉妬を感じ、グレアムと密かにカップルになる。ビリーとデイジーは「Let Me Down Easy」という曲を作り、みんなを感激させる。デイジーはビリーの背中を押して、みんながレコーディングに参加できるようにしたことを、他のバンドメンバーにも感謝する。 |                                                                                     |                        |                                                 |               |
| 6 | "トラック６ 夜を乗り切るためなら何でも" "Track 6: Whatever Gets You Thru The Night" | ンジンガ・スチュワート | チャーメイン・デグラーテ、ウィル・グレアム      | 2023年3月10日 |
| バンドはニューアルバム『Aurora』の制作を続ける。デイジーとビリーはますますいちゃつくようになり、カミラは、ビリーに無視されていると感じ始める。ローリングストーン誌の記者ジョナ・バーグは、ビリーとデイジーの関係について尋ねるが、ビリーは本気ではないと主張する。ジョナがデイジーにそう伝えるとデイジーは傷心し、バンドがスタジオで待っているにもかかわらずドラッグに溺れるようになる。スタジオに戻ったデイジーは、ビリーが自分について書いた曲「More Fun to Miss」を送られ、お互いの気持ちをぶつけ合い、キスに至る。『Aurora』の写真撮影で、ビリーはデイジーがジョナにビリーがリハビリに通っていることを伝えたことを知る。カレンはグレアムに、彼らのロマンスは秘密でなければならない、そうでなければ、彼女はただのガールフレンドとして、真のバンドメンバーではないと見られるだろうと告げる。デイジーがビリーのことを「Regret Me」と言う曲に書き、アルバムに収録するようバンドを説得すると、ビリーはジョナにデイジーの悪行に関するゴシップを提供し、その代わりに自分のリハビリの話を省くように言う。カミラはバーでエディと鉢合わせし、彼女は夜中まで帰宅しない。記事に怒ったデイジーは衝動的にギリシャへと旅立つ。 |                                                                                     |                        |                                                 |               |
| 7 | "トラック７ 彼女は いなくなった" "Track 7: She's Gone"                              | ウィル・グレアム       | スーザン・コイン                                | 2023年3月17日 |
| 1975年、ニューヨークでシモーンはクラブDJのバーニーとのロマンスを始める。2人は仕事も一緒にこなし、シモーンは2年かけてゲイクラブのサーキットでディスコシンガーとして成功する。しかし、シモーンはレズビアンのカップルであることを理由に、バーニーに愛情を示すことを恐れていた。デイジーはシモーンとバーニーをギリシャのイドラ島に呼び寄せる。そこで彼らは、ロックバンドのリードシンガーのデイジーの名声を当初は気に留めていなかったニッキー・フィッツパトリックという裕福なアイルランド貴族との結婚を急ぐデイジーを見つける。ローリングストーン誌の表紙を飾ったにもかかわらず、デイジーはシモーンにニッキーとの新生活のために自分のキャリアを放り出すと告白する。バーニーとシモーンは互いに愛を告げ、結婚披露宴で一緒に踊る。結婚式の翌日、シモーンはデイジーが才能を浪費し、自分勝手だと叱責し、バーニーとともに島を離れる。ニッキーは、デイジーが精神的に成長するためにはキャリアが必要だと考え、一緒にアメリカへ帰ることにする。 |                                                                                     |                        |                                                 |               |
| 8 | "トラック８ お互い うまくいってるようだ" "Track 8: Looks Like We Made It"           | ンジンガ・スチュワート | ジハン・クラウザー、リズ・コー                  | 2023年3月17日 |
| デイジーはニッキーとともに、『オーロラ』ツアーのタイミングでザ・シックスに再合流する。デイジーとビリーはローリングストーンの件で互いにまだ怒っている。ロッド・レイエスが管理するツアーは大成功し、拡大されることになる。エディはカミラに一夜を共にしたことを話すが、彼女はもう浮気をしたくない。エディとウォーレンがグルーピーと寝てはいけないとグレアムをいじめた後、カレンは自分とグレアムの関係を明らかにする。ツアーが進むにつれ、デイジーとニッキーはますます薬物を乱用するようになる。ビリーとニッキーはこの状況をめぐって対立する。酔ったデイジーはステージで怪我をするが、そのままア・カペラで「Look At Us Now」を歌い続ける。ツアーでこの曲を演奏することを拒否していたビリーは、その場を立ち去る。その夜、ビリーとロッドはデイジーがホテルのスイートルームで発見する。デイジーがビリーの腕の中で徐々に意識を取り戻す前に、ロッドが開業医を呼んでいる間にニッキーはその場から逃げ出す。 |                                                                                     |                        |                                                 |               |
| 9 | "トラック９ まるで初めてのよう" "Track 9: Feels Like the First Time"                | ンジンガ・スチュワート | ジュダリナ・ネーラ                              | 2023年3月24日 |
| ニッキーに見捨てられたことに激怒したデイジーは、彼に立ち去るように命じる。シックスはツアーを進め、いくつかの場所で成功裏に演奏する。デイジーは薬物の使用を控え、助けが必要だと認めたのちにビリーと再会する。カレンはグレアムに妊娠を告げるが、子供を産む気はない。バンドが『サタデー・ナイト・ライブ』に出演した後、ウォーレンはその夜の司会者と付き合い始め、テディは心臓発作に見舞われる。一方、シモーンは、自分のセクシュアリティを隠すようにと言われ、レコード契約を受けるのを躊躇している。テディが心臓発作を起こしたと聞いたシモーンは病院に駆けつけ、デイジーとともに償いをする。バンドの地元ピッツバーグで、デイジーとビリーはお互いの気持ちを告白するが、ビリーはカミラへの忠誠心から交際の可能性を否定する。カミラはカレンと一緒に中絶手術を受けに行くが、ビリーとデイジーが親密な関係にあるところを目撃してしまう。コンサート中、ビリーはエディのソロを1曲取ってしまう。翌日、グループは腹を立てたままピッツバーグを出発し、シカゴへ向かう。 |                                                                                     |                        |                                                 |               |
| 10 | "トラック10 ロックン･ロールの自殺者" "Track 10: Rock 'n' Roll Suicide"              | ンジンガ・スチュワート | ハリス・ダノフ                                  | 2023年3月24日 |
| バンドがチケット売り切れとなるシカゴでの公演の準備をしているときに、これが最後の公演となることをメンバーは知らないが、メンバー間の緊張が高まる。当日の早い時間に、カミラとビリーはデイジーへの想いについて問い詰める。常にわきに追いやられ続けることにうんざりしたエディは、ビリーにバンドを脱退すると告げ、カミラとの浮気を認める。ビリーは彼を殴り、カミラにライブに来てほしいと懇願した後、ワゴンから転落してしまう。カレンは動揺するグレアムに中絶したことを認める。ショーの後、ビリーとデイジーは情熱的なキスをするが、彼女は彼のまた飲んでいることに気づき心配する。グレアムはカレンへの愛を告白するが、カレンはグレアムが望んでいる家庭生活から遠ざからないように嘘をつく。デイジーはビリーにアンコールで「Look at Us Now」を演奏するようリードする前にカミラとの仲を修復するように促す。翌日、バンドはそれぞれの道を歩みはじめる。ドキュメンタリーのインタビュアーが成長したジュリアであること、カミラが長年の闘病後に亡くなったことが明かされる。ジュリアはビリーとデイジーにカミラの映像を見せ、連絡を取るように勧める。ビリーがドアをノックすると、笑顔のデイジーがドアを開けてくれる。                  |                                                                                     |                        |                                                 |               |

## 制作

### 企画
本シリーズは、2019年7月25日に発表された。本シリーズの脚本はスコット・ノイスタッターとマイケル・H・ウェバーが担当し、リース・ウィザースプーン、ローレン・ノイスタッターとともに製作総指揮を務めた。テイラー・ジェンキンス・リードもシリーズのプロデュースを担当した。シリーズに関わる制作会社はハロー・サンシャイン、Circle of ConfusionおよびAmazon Studiosである。

### キャスティング
2019年11月中旬、ライリー・キーオとカミラ・モローネがシリーズのキャストに加わったことが発表された。2020年2月、サム・クラフリン、スキ・ウォーターハウス、ナビヤ・ビー、ウィル・ハリソン、ジョシュ・ホワイトハウス、セバスチャン・チャコンがシリーズのキャストに加わった。2021年10月、トム・ライトとジャクリーン・オブラドースがそれぞれメインとレギュラーキャストに起用された。翌11月、ティモシー・オリファントがレギュラーとしてシリーズに参加した。

### 撮影
このシリーズは、2021年9月下旬から2022年5月上旬までかけてニューオーリンズで撮影された。

## 音楽
2023年1月25日に、シリーズに登場する架空のバンド、デイジー・ジョーンズ＆ザ・シックスのシングル「Regret Me」が発売された。2023年2月15日にセカンドシングル「Look at Us Now (Honeycomb)」が発売された。2023年3月3日にフルアルバム『オーロラ』がアトランティック・レコードから発売された。アルバムのリードボーカルはライリー・キーオとサム・クラフリンが務めた。作曲、演奏、プロデュースはブレイク・ミルズ、追加プロデュースをトニー・バーグが担当し、クリス・ワイズマン、ジャクソン・ブラウン、マーカス・マムフォード、フィービー・ブリジャーズといったミュージシャンとのコラボレーションで制作された。

## 公開
このミニシリーズは、2023年3月3日にAmazon Prime Videoで公開され、第1話から第3話までがすぐに視聴できた。第1話は2023年3月1日にアメリカの映画館でAmazonプライム会員むけに一晩だけ上映された。

## 評価

### 批評家の反応
レビュー収集サイトのRotten Tomatoesは、97の批評家のレビューに基づき、70%の支持率、平均評価6.7/10と報じた。同サイトの批評家コンセンサスは、「『デイジー・ジョーンズ＆ザ・シックス』は、ページ上で暗示されていたロックスターの資格を呼び起こすには至らないが、ライリー・キーオとサム・クラフリンの活き活きとしたデュエットが、この映像化作品にに時折喝采を博するに十分な活力を与えている」と述べている。加重平均を用いるMetacriticは、38人の評論家に基づき100点中62点とし、「概して好評」であることを示した。
批評家たちはバンドメンバー役のキャストの演技と音楽を賞賛した。シカゴ・トリビューン紙のニーナ・メッツは「音楽的にキーオとクラフリンは相性がいい。彼女は力強く澄んだ声で二人のハーモニーを引き立てるが、彼もまた自分の力を発揮でき、パフォーマーとして信頼できる。[キーオは]ステージでくつろいでいるように見え、[スティーヴィー・]ニックスの肉体的な魅力と、流れるようなほっそりとしたステージ衣装の一部を、そのまま真似ることなく表現している」と書いており、エンターテインメント・ウィークリーのダレン・フラニッチはキーオが「自己破壊的な自身に秀でている」とコメントしている。
レビューでは番組のテンポ、脚本、ドキュメンタリー風の構成に批判的だった。バルチャーに寄稿したロクサーナ・ハダディは「シリーズの全ての楽しみとは裏腹に、サム・クラフリンとライリー・キーオの相性、絶え間なく主役より目立つカミラ・モローネ、オリジナル楽曲の忙しなさなど、全体を通して無視できない卑小さがある。このシリーズは（フリートウッド・マックのスティーヴィー・ニックスとリンジー・バッキンガムの悪名高い嵐のような関係に部分的にインスパイアされている）リードの小説を閉所恐怖症的な三角関係に押し込み、そこから先を見ることにほとんど興味がなく、そして1970年代のパラノイアと爽快感には無関心である。創造的なプロセスはロマンチックな恋慕のために繰り返しわきに追いやられ、嫉妬や欲望を超えた芸術的な動機に対する想像力に欠けている」と書いている。ハダディは、「このシリーズの最高のシーンは、彼らがどのように自分たちのサウンドを発展させ、曲を書き、お互いを補い、あるいは挑み暖かに踏み込んだものだ」と論評している。
また、他のバンドメンバーのキャラクターの掘り下げ不足を嘆く声もあった。メッツは「このシリーズは主にビリーとデイジーのショーであり、他のメンバーは脇役にすぎず、クリスティン・マクヴィーをモデルにしたキャラクターを演じたスキ・ウォーターハウスもその一人である。楽曲でキーボードの音ははっきりと聴こえるが、キャラクターの実際の音楽的貢献は描かれていない」と書いている。メッツは「これが舞台裏に潜入する楽しみの一部です。クリエイティブなコラボレーションとはどのようなものだろうか？撮影するには退屈すぎますか？そうかもしれない。しかし、ピーター・ジャクソンがビートルズが最後のアルバムに取り組んでいる昔の映像から作られた2021年のドキュメンタリー映画『Get Back』はその逆を示唆していると主張したい」と付け加えた。メッツはは、「ストーリーテリングがしばしば掘り下げるというより手抜きをしているように感じられるとしても、エピソードには蓄積された力がある」と認めた。
キャロリー・クラフトはザ・ニューヨーカー誌の批評で、キーオの演技を賞賛したが、デイジー・ジョーンズという主人公とビリー・ダンとの関係については酷評した。クラフトは、デイジーをマニック・ピクシー・ドリーム・ガールの原型に似た「鬱陶しいほど一面的な」キャラクターと表現している：「彼女はビリーに自由なアプローチの価値を教え、同時に自分の欲望の危険性を教える。ビリーが彼女に惹かれるのは、彼女が自分自身を理解する手助けをしてくれるからである。彼女はビリーのカタルシスの管理人であり、それ以外のことは一切しない」。クラフトは最終的にこう結んでいる：「デイジーの独立性と創造的な意欲を誇示するために、デイジー・ジョーンズは近視眼的にデイジーと彼女の拷問を受けた愛人との間の "will-they-won't-they" 力学に取りつかれており、その力学の中で、ビリーはすべての力を保持している。」
TVLineは、2023年3月18日週の「今週のパフォーマー」として、第8話「トラック８　お互い うまくいってるようだ」でのライリー・キーオの演技を佳作に選出した。同サイトは、「『デイジー・ジョーンズ＆ザ・シックス』の第8話で、リードシンガーのデイジーとビリーの緊張が高まるにつれ、主人公の歌姫を演じたライリー・キーオの熱演の魅力も増していった。[...]キーオのデイジーは、燃えるような情熱と悲劇的な不安が混在する魅惑的な存在だった。この女優の演技がさらに印象的だったのは、その複雑な感情を複数の楽曲に詰め込み、バンドのツアーが終わるごとにデイジーの精神状態が少しずつ崩れていったことである。ハイになったデイジーが、ビリーに「エフユー！」と言わんばかりに「Look at Us Now（Honeycomb）」のアコースティックバージョンを口ずさむと、デイジーがコンサートの観客に催眠術をかけたように、キーオは私たちを魅了した」と書いている。
一方、サム・クラフリンも最終話「トラック10：ロックンロールの自殺者」での演技が評価され、2023年3月25日の週の佳作に選ばれた。同サイトは、「サム・クラフリンは、架空のバンドの解散がファンにとって破壊的であったように、際立った演技を披露した。クラフリン演じる結婚生活が破綻寸前だったビリーは、妻カミラへの涙の電話メッセージで、もう一度チャンスを与えてほしいと懇願し、心を痛めるほど弱々しかった。その後、クラフリンは、ビリーが自分の悪い部分を受け入れ、酒に溺れ、デイジーとのステージで無謀さをにじませるという奔放な演技に切り替えました。この歌姫が、ビリーに光（カミラ）を追い求めるよう促したとき、クラフリンのベストシーンの1つになった。ビリーが感情的になって俳優の顔は崩れており歌えなくなったので、代わりに私たちがマイクを持ってクラフリンを褒め称えることにしましょう」と書いている。

### 受賞歴
| 年   | 賞                           | 部門                                                               | 候補                                                               | 結果       | 脚注          |
| ---- | ---------------------------- | ------------------------------------------------------------------ | ------------------------------------------------------------------ | ---------- | ------------- |
| 2023 | MTVムービー&TVアワード       | 最優秀演技賞                                                       | ライリー・キーオ                                                   | ノミネート | [ 43 ] [ 44 ] |
| 2023 | MTVムービー&TVアワード       | 最優秀キスシーン賞                                                 | ライリー・キーオとサム・クラフリン                                 | ノミネート | [ 43 ] [ 44 ] |
| 2023 | MTVムービー&TVアワード       | 最優秀音楽賞                                                       | "Look at Us Now (Honeycomb)"                                       | ノミネート | [ 43 ] [ 44 ] |
| 2023 | 全米セットデコレーター協会賞 | テレビ映画またはリミテッド シリーズの装飾/デザインにおける最優秀賞 | リサ・クラーク、アンディ・ブリッタン、ジェシカ・ケンダー           | 未決定     | [ 45 ]        |
| 2023 | テレビ批評家協会賞           | 映画、ミニシリーズ、またはスペシャルでの傑出した業績               | 『デイジー・ジョーンズ・アンド・ザ・シックスがマジで最高だった頃』 | 未決定     | [ 46 ]        |

### 視聴者数
公開から数時間で『デイジー・ジョーンズ・アンド・ザ・シックス』は米国で Amazon Prime Video のトップ10リストの1位を獲得した。パロット・アナリスティックスのデータによると、このシリーズは「印象的な」49%の需要増を記録し、米国の全プラットフォームで4番目にストリーミングされたシリーズとなった。